# Dreizack (Heraldik)
Der Dreizack kommt in unterschiedlichen Formen in der Wappenkunde (Heraldik) zur Anwendung. Meist ist ein Dreizack gemeine Figur, wobei in den Darstellungen und Abstraktionen ein breiter Gestaltungsspielraum feststellbar ist.

## Wappen

Wappen von Svelvik (Norwegen)

Im Wappen kann der Dreizack von Wappenfiguren, insbesondere von Neptun, Poseidon oder dem Teufel gehalten werden. Sind die Zackenspitzen zum Schildfuß gerichtet, so wird es als gestürzt beschrieben.
- Das Wappen der Ukraine zeigt eine entwickelte Form eines jahrhundertealten Dreizähner bzw. Dreizack. Es wird Trysub genannt. In der Flagge von Barbados ist ein Dreizack abgebildet.
- Bei einem Dreizackkreuz oder Gereisenkreuz sind die Kreuzarmenden in den Dreizack auslaufend.

Egling an der Paar
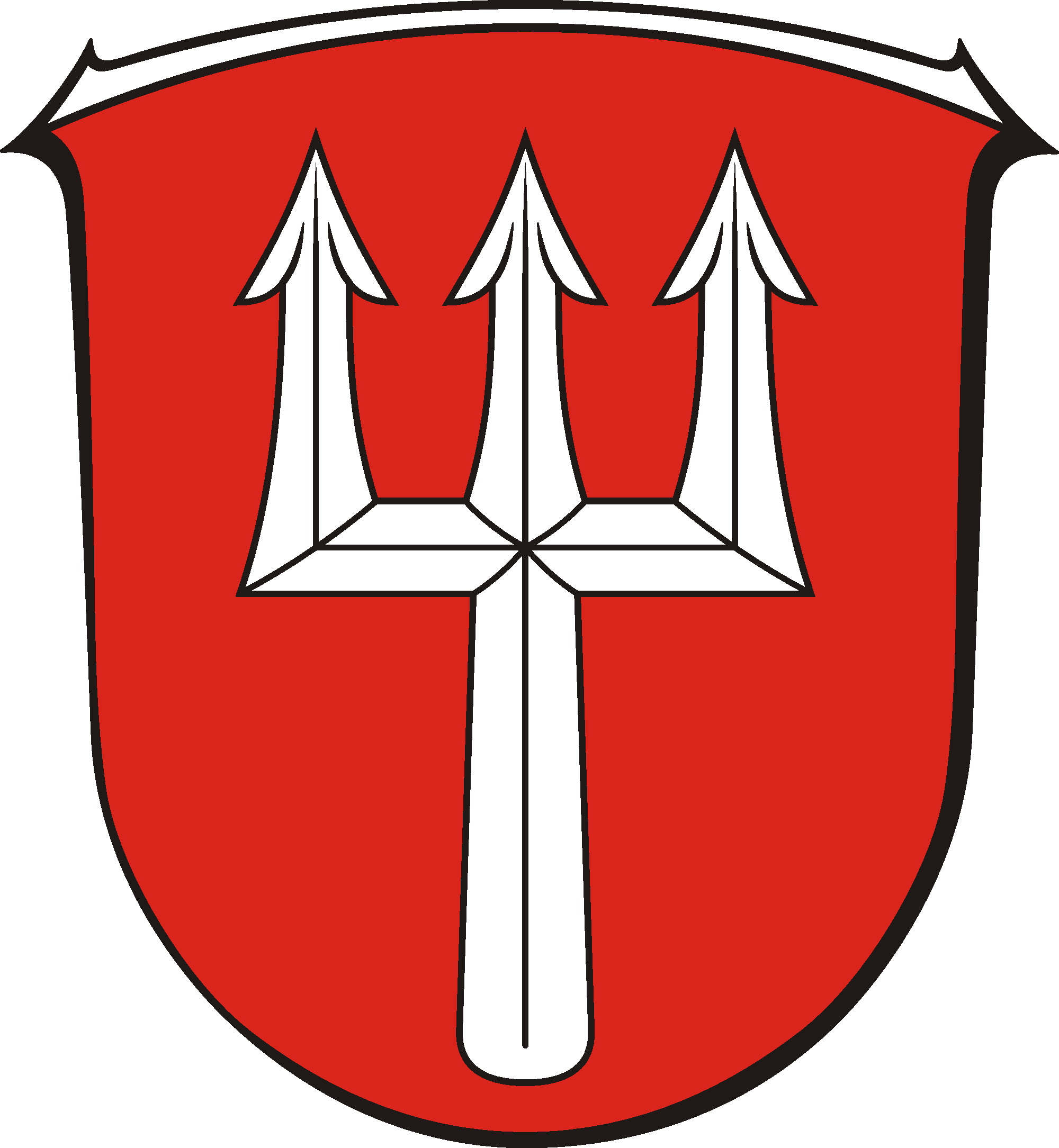
Leeheim
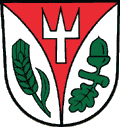
Lemnitz
Gerolsheim
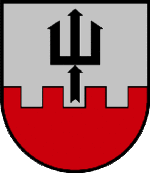
Pfaffenhofen (Tirol)
Wappen von Talkau